# Стажування
Стажування — навчання   персоналу  на  робочому  місці  під керівництвом відповідальної особи після теоретичної підготовки або одночасно  з  нею  з  метою  практичного оволодіння спеціальністю, адаптації до об'єктів обслуговування та керування, набуття навичок швидкого орієнтування на робочому місці та інших прийомів роботи.
Відповідно до Закону України «Про вищу освіту» стажування - це набуття особою досвіду виконання завдань та обов'язків певної спеціальності.
Трудове законодавство визначає стажування, як навчання на виробництві. Стажування передбачає засвоєння найкращого вітчизняного та зарубіжного досвіду, набуття практичних умінь і навичок щодо виконання обов'язків на займаній посаді або на посаді вищого рівня. 
Необхідно розрізняти такі поняття як випробувальний термін та стажування, оскільки стажування проводиться до початку прийому на роботу, а випробування в процесі роботи.
Оскільки стажування - це навчання, то воно може бути платним і безоплатним, оплачуватися як за рахунок підприємства-роботодавця, так і за рахунок працівника.

## Стажування державних службовців та посадових осіб місцевого самоврядування
З метою  перевірки професійного рівня і ділових якостей особи, яка претендує на посаду державного службовця, може проводитися стажування у відповідному державному органі терміном до двох місяців із збереженням заробітної плати за основним місцем роботи. 
Положення про порядок стажування в державних органах затверджене постановою Кабінету Міністрів. Разом з тим закон вказує на проходження стажування й тими державними службовцями, які вже працюють, але бажають зайняти вищу посаду, тобто підвищити свою кваліфікацію. Тим самим, закон визначає стажування не лише як одну з умов влаштування на державну службу, але й як навчання, спосіб підвищення кваліфікації.
Стажування державних службовців та посадових осіб місцевого самоврядування, зарахованих до кадрового резерву є одним із окремих видів підвищення кваліфікації.
Основними завданнями їх стажуваннями є:
- вивчення досвіду, методів сучасного державного управління, ознайомлення з новітніми досягненнями науки і техніки, технологіями і перспективами їх розвитку та засобами впровадження;

- набуття досвіду практичної роботи у структурних підрозділах органів виконавчої влади та органах місцевого самоврядування;
- ознайомлення з практикою застосування нормативних документів і розробки документів, що призначені для використання при організації управління;

За час стажування спеціалісти повинні опрацювати наступні питання:
- принципи, які лежать в основі адміністративної діяльності, маючи змогу зіставляти свої теоретичні знання і щоденну практику на реальному місці;
- засади організації адміністративних структур, основні робочі процедури, з яких складається професійна діяльність на державній службі;
- виявлення необхідних державному службовцеві якостей (пунктуальність, ініціативність, уміння формулювати та висловлювати власні думки, здатність до роботи у структурному підрозділі тощо);
- досвід роботи з людьми;
- стиль і методи управління в умовах ринкової економіки;
- принципи самостійного і колективного прийняття рішень з виробничих і соціальних проблем;
- використання сучасних засобів оргтехніки і зв’язку;
- аналіз статистики і техніко-економічних показників роботи;
- методика підготовки наказів, розпоряджень, різноманітних довідок і заходів;
- принципи добору та розстановки кадрів, роботи з ними, розподілу обов’язків і делегування повноважень.

Зарахування на стажування здійснюється шляхом видання наказу керівника органу, в якому проводиться стажування та закріпленням за стажистом на строк стажування відповідального державного службовця (посадової особи місцевого самоврядування)
Зміст стажування визначається програмою, що розробляється органом влади, де проводиться стажування.
Стажування працівника проводиться з відривом від основної роботи. За працівником, направленим на стажування, зберігається його посада та заробітна плата за основним місцем роботи з подальшим урахуванням змін розміру мінімальної заробітної плати відповідно до чинного законодавства.
Державний службовець після успішного закінчення стажування може бути переведений на посаду за рішенням керівника відповідного державного органу без конкурсного відбору.
Державний службовець, який пройшов стажування, може бути зарахований до кадрового резерву органів виконавчої влади та органів місцевого самоврядування.
Стажист за час проходження стажування повинен виконати індивідуальний план стажування.